# Esthesopus humeralis
Esthesopus humeralis là một loài bọ cánh cứng trong họ Elateridae. Loài này được Steinheil miêu tả khoa học năm 1874.